# Piper sibulanum
Piper sibulanum är en pepparväxtart som beskrevs av C. Dc.. Piper sibulanum ingår i släktet Piper och familjen pepparväxter. Inga underarter finns listade i Catalogue of Life.